# Lato Crespino
Lato Crespino  est un artiste chanteur ivoirien né en 1984 à Anyama, en Côte d’ivoire, il est principalement reconnu pour ses performances et son engagement dans le genre musical zouglou. 

## Biographie

### Ses débuts de footballeur
Passionné de football dès son plus jeune âge, il rêvait d'en faire son métier. Lato Crespino fait son entrée en 1995 à l’Académie Mimosifcom , le centre de formation de l'Asec Mimosas où il est issu de la deuxième promotion. Des incompréhensions avec  les dirigeants du club notamment le coach  Jean Marc Guillou et  le Président du Club, Roger Ouégnin   contraint Lato Crespino à abandonner son rêve de footballeur professionnel et le pousse à embrasser une carrière musicale.

### Carrière artistique
Lato Crespino a commencé sa carrière musicale dans les années 1990. Surnommé « l’avocat défenseur des femmes» en raison de ses textes abordant les droits de la femme,, il sort en 2002 son premier album intitulé «Académie», suivi successivement des albums «Gloire», «Gloire acte 2», «Réussir partout» et «Tu veux ou tu veux pas».
Avec son propre label nommé Lato Crespino Organisation, il a produit plusieurs artistes dont le groupe Elhiel et les Mamans Eléphants.

## Distinctions
- 2004 : Prix du Meilleur album aux Eburnie Music Award[1]

- 2005 : Prix Révélation de la musique ivoirienne aux Eburnie Music Award[1]

## Engagement social
Lato Crespino se distingue par sa détermination à utiliser sa musique comme moyen de protection, défense des droits des femmes et de sensibilisation sur diverses problématiques sociales.

## Discographie

### Albums
- 2002 : Académie[1]

- 2004 : Gloire [1]

- 2008 : Gloire acte 2[1]

- 2012 : Réussir partout[1]

- 2019 : Tu veux ou tu veux pas[1]